# Başak Türkoğlu
Başak Türkoğlu (* 1968 in Ankara) ist eine türkische Diplomatin.

## Leben
Türkoğlu studierte an der Technischen Universität des Nahen Ostens und machte ihren Master-Abschluss der Bilkent-Universität. 1990 trat sie in den auswärtigen Dienst der Türkei ein und wurde 1991 zunächst in der Abteilung Verteidigungsübereinkünfte beschäftigt. Im selben Jahr wurde sie Attaché der Abteilung für Nordamerika. Von 1994 bis 1997 war Türkoğlu Vizekonsulin in Antwerpen. 1997 wurde sie Gesandtschaftssekretärin in der Abteilung Politik, zunächst dritter und zweiter Klasse, ab 1999 dann zweiter und erster Klasse. 2003 übernahm sie die Leitung der Abteilung Energie, Wasser und Umweltfragen. Türkoğlu war von 2005 bis 2009 in Straßburg Gesandtschaftsrätin an der türkischen Mission beim Europarat.
Seit dem 11. November 2014 ist sie türkische Botschafterin in Kuala Lumpur.

## Einzelbelege
1. ↑  Biografie von Başak Türkoğlu auf der Webseite der türkischen Botschaft in Kuala Lumpur

| Vorgänger  | Amt                                                            | Nachfolger |
| ---------- | -------------------------------------------------------------- | ---------- |
| Uğur Doğan | Türkische Botschafterin in Kuala Lumpur Seit 11. November 2014 | —          |

| Personendaten    | Personendaten        |
| ---------------- | -------------------- |
| NAME             | Türkoğlu, Başak      |
| KURZBESCHREIBUNG | türkische Diplomatin |
| GEBURTSDATUM     | 1968                 |
| GEBURTSORT       | Ankara               |